# Steganthera laxiflora
Steganthera laxiflora är en tvåhjärtbladig växtart. Steganthera laxiflora ingår i släktet Steganthera och familjen Monimiaceae.

## Underarter
Arten delas in i följande underarter:
- S. l. laxiflora
- S. l. lewisensis